# صوقوللی محمد پاشا
صوقوللی محمد پاشا (با نام اصلی سُکُلُویچ: Sokolović؛ زاده ۱۵۰۶ – درگذشته ۱۱ اکتبر ۱۵۷۹) وزیر اعظم امپراتوری عثمانی از ۱۵۶۵ تا ۱۵۷۹، در زمان پادشاهی سلیمان یکم، سلیم دوم و مراد سوم بود.
وی در شهر رودو، امپراتوری عثمانی در بوسنی و هرزگوین امروزین در خانواده مسیحی ارتدکس به دنیا آمد اما در کودکی براساس قانون دوشیرمه توسط مسلمانان آموزش گرفت و سپس در ارتش عثمانی مراتب ترقی را پیمود.

## یادداشت
1. ↑  صُ قُ